# 오히사촌
오히사촌(大久村)은 후쿠시마현 후타바군에 있던 촌이다. 1966년 10월 1일 오히사촌 등 14개 시·정·촌이 합병하여 이와키시가 신설되고 폐지되었다.

## 개요
이와키시 북동부에 위치하고 있다.
암모나이트 등 화석이 오쿠가와 유역을 중심으로 많이 발견되는 것으로 유명했다. 산업은 마을 내 오쿠가와와 오쿠가와 유역의 평지에서 농업과 임업이 주를 이루었다. 마을 서부의 미쓰모리 계곡은 단풍철에 관광 명소가 되었다. 또한 마을 내에는 오래된 온천이 몇 군데 있어 이곳도 관광지로 알려져 있었다. 또한 쇼와 시대의 대가수 기리시마 노부나가의 출신지이기도 하다. 

## 역사
- 1889년 - 3촌이 합병해 오하사촌이 되었다.
- 1966년 10월 1일 - 다이라시, 우치고시, 이와키시, 나코소시, 조반시, 이와키군 요쓰쿠라정, 도노정, 오가와정, 요시마촌, 미와촌, 다비토촌, 가와마에촌, 후타바군 히사노하마정, 오히사촌 등 14개 시·정·촌(5시 4정 5촌)이 합병하여 이와키시가 신설되고 폐지되었다.

## 교통
- 오히사촌 지역에는 철도 노선이 지나지 않았고, 고속도로나 국도 등도 지나지 않았다.